# Mozart Santos
Mozart Santos Batista Júnior (Curitiba, 8 de novembro de 1979) é um treinador e ex-futebolista brasileiro que atuava como volante. Atualmente comanda o Coritiba.

## Carreira como jogador

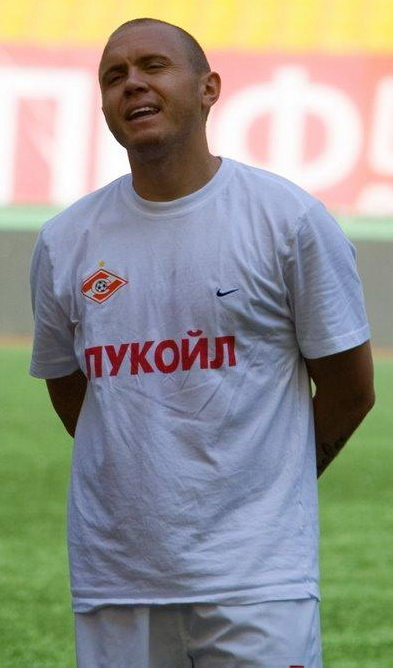
Mozart pelo Spartak Moscou em 2007

Mozart iniciou a carreira nas categorias de base do Paraná e chegou a fazer testes no Bordeaux, da França, em 1998, mas não atuou profissionalmente por nenhuma das equipes. Em seguida voltou ao Brasil e ingressou na base do Coritiba, chegando ao clube em julho de 1998 e fazendo sua estreia como profissional em 1999.
As boas atuações com a camisa do Coxa chamaram a atenção do Flamengo, e o jogador atuou em 40 partidas pelo rubro-negro carioca em 2000. No mesmo ano foi o capitão da Seleção Brasileira Sub-23, com a qual disputou os Jogos Olímpicos de Sydney.
Em outubro, logo após as Olimpíadas, o volante foi vendido ao Reggina, por 4 milhões de dólares. Mozart logo tornou-se titular da equipe italiana, sendo peça fundamental e ajudando no acesso para a Serie A em 2003. O jogador deixou o Reggina em agosto de 2005, quando foi negociado com o Spartak Moscou, da Rússia, por cerca de 6 milhões de euros.
Acertou seu retorno ao Brasil em abril de 2009, sendo contratado pelo Palmeiras para a disputa da Copa Libertadores da América e do Campeonato Brasileiro. No entanto, sem espaço na equipe alviverde, o jogador rescindiu seu contrato três meses depois e assinou por uma temporada com o Livorno.
Após encerrar a carreira e o contrato com o clube italiano em meados de 2010, Mozart abandonou a aposentadoria e aceitou uma proposta do Shanghai Shenxin, da China, em abril de 2012.

## Carreira como treinador

### Canoinhas
Seu primeiro compromisso como treinador foi quando assumiu o Canoinhas, na preparação do time para a Divisão de Acesso do Campeonato Catarinense de 2013, equivalente a terceira divisão do estadual. No entanto, devido à divergências com a diretoria do clube, acabou demitido sem nem mesmo dirigir a equipe em uma única partida.

### Jaraguá
No dia 20 de junho de 2013, Mozart foi anunciado como novo treinador do Jaraguá, outro clube catarinense.

### Auxiliar técnico
Em julho de 2014, assumiu o papel de auxiliar técnico do treinador Francesco Cozza no Reggina. Em novembro do mesmo ano, após a renúncia de Cozza, Mozart foi nomeado treinador interino da equipe. Retornou ao papel de assistente no dia 10 de dezembro, passando a ser auxiliar do italiano Pierantonio Tortelli.
No ano de 2016, obteve uma licença que lhe permite treinar clubes da Serie C, a terceira divisão do futebol italiano.
Entre 2019 e setembro de 2020, atuou nas equipes da base como técnico e auxiliar técnico e interino no profissional do Coritiba. 

### CSA
Em setembro de 2020, Mozart foi confirmado como novo técnico do CSA.

### Chapecoense
Após uma boa campanha na Série B com o clube alagoano, em abril de 2021 foi contratado pela Chapecoense. Depois de comandar a equipe em apenas oito jogos, foi demitido no dia 27 de maio.

### Cruzeiro
Foi contratado pelo Cruzeiro no dia 10 de junho de 2021. Após um mau desempenho na Série B, com nove jogos sem vencer, Mozart pediu demissão no dia 30 de julho.

### Retorno ao CSA
Em 30 de agosto de 2021, foi confirmado seu retorno ao CSA. Reestreou no dia 3 de setembro, num empate de 1–1 contra o Vila Nova, válido pela Série B.
Depois de uma derrota contra o Tombense, em jogo válido pela Série B, o treinador pediu demissão e deixou a equipe no dia 13 de junho de 2022. Nesta segunda passagem, Mozart dirigiu o time em 55 jogos, tendo 27 vitórias, 17 empates e 11 derrotas, com um aproveitamento de 61,6%.

### Guarani
Em 28 de junho de 2022, Mozart foi contratado pelo Guarani para comandar o clube na Série B. Deixou o clube em fevereiro de 2023, sendo demitido após uma derrota por 1–0 para a Ferroviária, válida pelo Campeonato Paulista. Ao todo, o técnico comandou o time alviverde em 33 partidas, conquistando 14 vitórias e sofrendo 13 derrotas, além de seis empates – um aproveitamento de 48,4%.

### Atlético Goianiense
Em 12 de março de 2023, foi contratado pelo Atlético Goianiense. Conquistou seu primeiro título como treinador no dia 9 de abril, quando o Dragão venceu o Goiás nos pênaltis e faturou o Campeonato Goiano.
Foi demitido do cargo no dia 1 de maio, após um empate por 1–1 contra o Tombense, válido pela Série B. No total, comandou a equipe em apenas sete partidas, com três vitórias, três empates e uma derrota.

### Mirassol
Três dias após deixar o Atlético Goianiense, foi anunciado como novo treinador do Mirassol e assinou com o clube paulista até o final do ano. Mozart realizou um bom trabalho com o time amarelo e verde na Série B, apresentando consistência desde o início da competição e um jeito bem definido de jogar futebol, o que culminou com um acesso inédito para a Série A. Apesar do desejo da diretoria em renovar o seu contrato, o técnico se despediu do Mirassol. Em 83 jogos no comando do Leão Caipira, Mozart conseguiu 37 vitórias, 24 empates e 22 derrotas — um aproveitamento de 54%.

### Coritiba
Ainda em 2024, logo após conquistar o acesso com o Mirassol, foi anunciado como treinador do Coritiba para a temporada 2025.

## Estatísticas como jogador
| Temporadas | Clube            | Jogos | Gols |
| ---------- | ---------------- | ----- | ---- |
| 1999       | Coritiba         | 44    | 0    |
| 2000       | Flamengo         | 40    | 1    |
| 2000–01    | Reggina          | 12    | 1    |
| 2001–02    | Reggina          | 38    | 3    |
| 2002–03    | Reggina          | 34    | 3    |
| 2003–04    | Reggina          | 27    | 2    |
| 2004–05    | Reggina          | 36    | 2    |
| 2005       | Reggina          | 7     | 0    |
| 2005       | Spartak Moscou   | 7     | 0    |
| 2006       | Spartak Moscou   | 29    | 5    |
| 2007       | Spartak Moscou   | 26    | 3    |
| 2008       | Spartak Moscou   | 29    | 2    |
| 2009       | Spartak Moscou   | 2     | 0    |
| 2009       | Palmeiras        | 8     | 0    |
| 2009       | Livorno          | 26    | 0    |
| 2010       | Livorno          | –     | –    |
| 2012       | Shanghai Shenxin | –     | –    |

## Títulos

### Como jogador
Coritiba
- Campeonato Paranaense: 1999

Flamengo
- Campeonato Carioca: 2000

Seleção Brasileira Sub-23
- Torneio Pré-Olímpico Sul-Americano Sub-23: 2000

### Como treinador
Atlético Goianiense
- Campeonato Goiano: 2023